# Fengyuan
Fengyuan (chiń. upr. 丰原区; chiń. trad. 豐原區; pinyin Fēngyuán qū; Wade-Giles Feng-yüan ch’ü; pe̍h-ōe-jī Hong-goân-khu) – dzielnica (chiń. 區, qū) w rejonie górskim miasta wydzielonego Taizhong na Tajwanie. 
23 czerwca 2009 komitet przy Ministrze Spraw Wewnętrznych Republiki Chińskiej zarekomendował scalenie dotychczasowego powiatu Taizhong (chiń. trad. 臺中縣; pinyin Táizhōng xiàn) i miasta Taizhong (chiń. trad. 臺中市; pinyin Táizhōng xiàn) w miasto wydzielone (chiń. 直轄市, zhíxiáshì); wszystkie miasta (chiń. 市, shì), jak Fengyuan, i gminy wchodzące w skład powiatu zostały przekształcone w dzielnice (chiń. 區, qū). Ustawa weszła w życie 25 grudnia 2010 roku.
Populacja dzielnicy Fengyuan w 2016 roku liczyła 166 778 mieszkańców – 84 268 kobiet i 82 510 mężczyzn. Liczba gospodarstw domowych wynosiła 53 191, co oznacza, że w jednym gospodarstwie zamieszkiwało średnio 3,14 osób.
Do 25 grudnia 2010 roku było to oddzielne miasto i siedziba powiatu Taizhong. Ośrodek przemysłu spożywczego (produkcja ryżu, tytoniu i przetworów spożywczych, uprawa ananasów oraz przetwórstwo konopi.

## Historia
Miejscowość nosiła początkowo nazwę Huludun (葫蘆墩). Znaczący rozwój nastąpił w okresie panowania cesarza Qianlonga z dynastii Qing, kiedy stała się ona ważnym ośrodkiem handlu ryżem, cukrem, bananami i tytoniem, które pochodziły z pobliskich upraw w żyznej dolinie rzeki Dajia Xi. 
W 1886 roku przemianowano Huludun na Fengyuan. 21 października 1950 roku Fengyuan zostało ustanowione siedzibą powiatu Taizhong, a w 1976 roku otrzymało prawa miejskie. 25 grudnia 2010 roku powiat Taizhong został przyłączony do miasta Taizhong i wspólnie utworzyły miasto wydzielone, a Fengyuan uzyskało status dzielnicy.

## Demografia (2011–2016)
| Rok  | Liczba ludności | Gęstość zaludnienia | Kobiety | Mężczyźni | Gospodarstwa domowe |
| ---- | --------------- | ------------------- | ------- | --------- | ------------------- |
| 2011 | 165 609         | 4021                | 83 467  | 82 142    | 50 424              |
| 2012 | 166 085         | 4032                | 83 742  | 82 343    | 51 085              |
| 2013 | 166 090         | 4032                | 83 800  | 82 290    | 51 512              |
| 2014 | 166 458         | 4041                | 84 014  | 82 444    | 52 173              |
| 2015 | 166 749         | 4048                | 84 183  | 82 566    | 52 663              |
| 2016 | 166 778         | 4049                | 84 268  | 82 510    | 53 191              |